# أجهزة لوماك

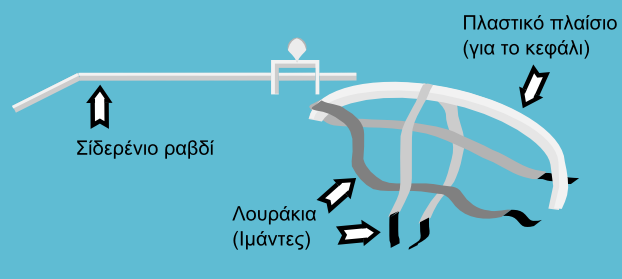

لوماك (LOMAK) هي لفظة أوائلية إنجليزية تشير إلى عبارة الفأرة ولوحة المفاتيح اللتين تعملان بالضوء. فهي تعتبر واحدة من أجهزة التقنية المساعدة، حيث صُممت للأفراد الذين لا يستطيعون استعمال لوحة مفاتيح الحاسوب والفأرة القياسيتين. ويتم تثبيت اللوماك بحامل قابل للتعديل يوضع رأسيًا أسفل شاشة الحاسوب، ويعمل من خلال مؤشر ليزر صغير مُثبَّت أعلى قبعة ما أو عصابة رأس. ويمكن للأفراد الذين يمكنهم تحريك الذراع استخدام اللوماك بدلًا من ذلك بطريقة رأسية من خلال مؤشر اليد. ويمكن استعماله كلوحة مفاتيح وفأرة إضافيتين مع أي جهاز حاسوب مكتبي أو مع الحاسوب المحمول المزود بمنفذ ناقل متسلسل عام (USB) احتياطي. ومثل العديد من الأجهزة الطرفية الحاسوبية المخصصة للأشخاص ذوي احتياجات الوصول الخاصة، يعتبر اللوماك باهظ الثمن جدًا، حيث يبلغ سعره 1500 دولار أمريكي.

## الوصف
لوحة مفاتيح اللوماك تعتبر جهازًا مزودًا بناقل متسلسل عام طراز 1.0 (USB 1.0) يتم تثبيته في منفذ الناقل المتسلسل العام بالحاسوب. ولا يحتاج لتثبيت أي من البرامج. وعندما تُستعمل في وضع الفأرة، يمكن تحريك مؤشر فأرة الحاسوب بسرعة كبيرة أو منخفضة حسبما يختار المستخدم، وكذلك يمكن بدء إصدار الأوامر من خلال النقر على الزر الأيسر أو الأيمن. وعند استعالمها في وضع لوحة المفاتيح، يمكن كتابة أي من الأحرف التي تكتبها لوحة المفاتيح القياسية، بما في ذلك الأوامر المركية التي تتم من خلال مفاتيح Shift وCtrl وAlt.
ويوجد بلوحة المفاتيح ثلاث مجموعات من المفاتيح حيث تحيط كل مجموعة بمستشعر تأكيد مركزي، بالإضافة إلى مفاتيح إعداد وتحكم في شريط أفقي بالأسفل. وكل مفتاح يتضمن مستشعرًا ضوئيًا ومؤشر صمام ثنائي باعث للضوء (LED) مرتبط به، والذي يعمل عندما يكون المفتاح نشطًا. وكذلك فإن كل تغيير في المفاتيح يصحبه بشكل اختياري نقر يمكن سماعه بوضوح. ويتم اختيار الأحرف ثم إرسالها للحاسوب عقب التأكيد.
ويحتوي مؤشر الرأس على ليزر ويعمل من خلال بطارية داخلية لمدة ثماني ساعات بين كل مرتي شحن. ويتوقف عن العمل عندما يبتعد عن لوحة المفاتيح ويُترك ثابتًا لفترة من الوقت. ويحتوي على مفتاح داخلي يعمل على تنشيط الجهاز عند تحريكه.

## تراكب نوتساي
يمكن ضبط اللوماك ليعمل من خلال تراكب نوتساي (Notesai)، والذي يتم تثبيته بالسطح العلوي للوحة المفاتيح. فهذا التراكب يعين حرفين لكل مستشعر ثانية على الدائرة المركزية. وكل زوج من الأحرف يتكون من حرف أولي كثير الاستعمال (مثل "A") وحرف ثانوي أقل استعمالًا (مثل "B"). ويكمن التأثير في مضاعفة الفضاء الزاوي بين الأحرف، مع اختيار لأحرف الأقل استعمالًا من خلال عملية تحويل.
ويسمح ترتيب نوتساي للأفراد المصابين بتحكم رأسي محدود (مثل أولئك المصابين بالشلل الدماغي والأمراض المماثلة) باختيار الأحرف بصورة أكثر سهولة، وذلك مقارنة بتصميم اللوماك المتقارب المسافات. ويعتبر اختيار التصميم (لوماك أو نوتساي) اختيارًا يمكن للمستخدم تهيئته.

## التدويل
للحصول على أحرف وعلامات نطقية خاصة بلغة محددة، يمكن للمستخدم تهيئة اللوماك لمحاكاة لوحات المفاتيح المستخدمة في العديد من الدول. وتوجد بالمفاتيح الموجودة بلوحات المفاتيح المخصصة للمستخدمين الدوليين رسوم رمزية بدلًا من النصوص. ويمكن اختيار الأحرف الدولية من خلال عملية التحويل. ويمكن لجهاز اللوماك في الوقت الحالي أن يحاكي لوحات مفاتيح باللغات التالية:
- الفرنسية البلجيكية
- الدنماركية
- الفرنسية
- الألمانية
- النرويجية
- الإسبانية
- السويدية/الفنلندية
- الأمريكية/البريطانية (الوضع المعياري، الذي يمكن استعماله في العديد من البلدان التي تتحدث الإنجليزية)
- الأمريكية الدولية (يمكن لهذا الإعداد أن يظهر الأحرف المستخدمة في غالبية اللغات الأوروبية)

## معلومات تاريخية
يعود تاريخ تصميم لوحة المفاتيح هذه إلى عام 1987 عندما رأى مايك واتلينج أحد سكان أوكلاند الخيارات المحدودة المتوفرة للشباب المصابين بإعاقة للتواصل مع معلميهم. قام واتلينج الأخصائي الكهربائي باستقطاع جزء من وقته لدراسة دبلومة في العلوم التطبيقية في جامعة أوكلاند للتكنولوجيا، مما أعطاه دعمًا لإنتاج نماذج بدائية أولية من لوحة المفاتيح هذه قبل التطوير التجاري لها وطرحها في الأسواق في عام 2005. وقد قام معهد الأبحاث الصناعية المحدودة بالتطوير النهائي للبرنامج الثابت الخاص بلوحة المفاتيح هذه وعمل إجراءات ضمان الجودة للتصنيع.
وقد حصلت لوحة مفاتيح لوماك على الميدالية الذهبية في جوائز التميز للتصميم الدولي في عام 2007.
وتتمتع لوحة المفاتيح لوماك بعرض دائم في متحف الفنون الحديثة بنيويورك.

## وصلات خارجية
- Opdo Guides - online user instructions for Lomak and Notesai keyboards
- Keyboard opens brave new world - a news item in New Zealand Herald 18 May 2005 concerning two brothers with congenital spinal muscular atrophy who use Lomak keyboards in their school studies.
- Re-connecting Shirley - an article (undated) on the Western Institute of Technology (New Plymouth, New Zealand) website describing a multiple sclerosis sufferer who uses a Lomak keyboard to trace her family genealogy, crosswords, puzzles and manipulate photos.
- Light Activated Mouse and Keyboard (LOMAK) - a page on the Cure Kids USA website giving further case studies of Lomak and Notesai keyboard users including a young girl with Charcot-Marie-Tooth syndrome and a teenager with spastic quadriplegia cerebral palsy.
- Lomak keyboard - a page on Industrial Research Limited's website detailing their contribution to the design process (3 December 2009).
- The Lomak Laser Keyboard - a 2-minute video demonstrating use of the Lomak keyboard, created by CAP, the Computer/Electronic Accommodations Program in the DoD.